# Territorio di Luilu
Il territorio di Luilu (scritto anche Lwilu) è uno dei 145 territori della Repubblica Democratica del Congo, nella provincia di Lomami, con capoluogo Luputa.

## Geografia
I principali fiumi che scorrono nel territorio di Luilu sono il Luilu e lo Yabuy.

## Storia
Il territorio, precedentemente chiamato Mwene-Ditu, cambiò nome quando la sua capitale Mwene-Ditu acquisì lo status di città.

## Amministrazione
Dal punto di vista amministrativo, il territorio ha 1 comune rurale (Luputa), 3 collettività (chefferies) (Mulund, Katshisung e Kanintshin), 1 settore (Kanda-Kanda), per un totale di 31 raggruppamenti (groupements), 560 villaggi e 25 distretti (quartiers).

## Economia
Ricco di risorse agricole, il territorio di Luilu è privo di strade. I sentieri agricoli sono impraticabili. Il trasporto di merci verso Katanga e Mbujimayi è segnato dal deterioramento di vecchie strade non mantenute.
Il centro di Wikong è il più importante del territorio. È il crocevia delle rotte che portano a Lwiza, Kapanga, Kolwezi, Sandowa e Dilola.